# بوگیمن (فیلم ۱۹۵۳)
بوگیمن یا لولوخورخوره (آلمانی: Das Nachtgespenst) یک فیلم جنایی -کمدی محصول سینمای آلمان غربی به کارگردانی کارل بوئسه با بازی لیزلوته پولفر، هانس ریزر و هارالد پائولزن است که در سال ۱۹۵۳ منتشر شد. این فیلم در استودیو واندسبک در هامبورگ فیلمبرداری شده‌است. دکورهای این فیلم توسط کارگردان هنری ماتیاس ماتیس طراحی شده‌است.

## داستان
در شهر کوچک بلکمور انگلیس، کنگره‌ای توسط «انجمن میلیونرها» برگزار می‌شود. به منظور تضمین امنیت شرکت کنندگان، کارآگاهان خصوصی متعددی به عنوان ضامن امنیت استخدام می‌شوند. با وجود این حضور گسترده حفاظتی، یک گروه باهوش از کلاهبرداران که خود را «روح شب» می‌نامند، موفق می‌شوند به گاوصندوق هتل نفوذ کرده و مبالغ قابل توجهی پول را سرقت کنند.